# Frauenopfer (film 1923)
Frauenopfer è un film muto del 1923 diretto e interpretato da Leo de Valery.

## Produzione
Fu l'unico film prodotto dalla Rasch-Film, la casa di produzione creata dalla ballerina e coreografa Albertina Rasch.

## Distribuzione
Il film, che in Austria uscì con il titolo originale Frauenopfer, in Germania venne ribattezzato Dolores.